# Cultura dello Sri Lanka
La cultura dello Sri Lanka mescola elementi moderni con aspetti più tradizionali ed è conosciuta per la sua differenziazione regionale; essa è stata a lungo influenzata dal patrimonio dato del buddhismo theravada originariamente di provenienza indiana e l'eredità della religione è particolarmente forte nelle regioni meridionali e centrali, mentre le influenze culturali provenienti dall'India meridionale sono particolarmente pronunciate nel tratto più settentrionale del paese.
La storia dell'occupazione coloniale ha anch'essa lasciato un segno sull'identità dello Sri Lanka, con elementi introdotti di derivazione portoghese, olandese e britannica i quali si son venuti a mescolare con varie sfaccettature alla tradizione culturale maggiore della nazione; grazie alla fama avuta dal paese nella sua qualità di antico centro di commerci, notevoli e variegate influenze - che vanno dall'Asia Orientale al Medio Oriente - hanno plasmato l'isola, in particolar modo la parte abitata dalla popolazione dei singalesi.
Il paese ha una ricca tradizione artistica, con forme creative distinte le quali comprendono la musica, la danza e le arti visive. La cultura dello Sri Lanka è a livello internazionale associata con lo sport del cricket, con una cucina riconoscibile, con la pratica indigena di medicina olistica dell'Ayurveda, con l'iconografia religiosa com'è ad esempio la bandiera buddhista e con le esportazioni soprattutto di tè, cannella e pietre preziose, oltre che con una robusta industria del turismo.
Lo Sri Lanka possiede legami d'antica data con l'intero subcontinente indiano, che possono essere fatti risalire alla preistoria. L'attuale popolazione dell'isola è prevalentemente singalese, con considerevoli minoranze di "Mori" musulmani, tamil dell'Eelam ed infine parte del popolo tamil (popolo) d'ascendenza indiana.

## Storia
Lo Sri Lanka ha una storia documentata di oltre duemila anni, soprattutto grazie alle antiche scritture storiche come il Mahavamsa, e con i primi oggetti in pietra risalenti al 500 mila a.C. Molti secoli ad intermittente influenza straniera ha trasformato la cultura dello Sri Lanka fino alla sua forma attuale; purtuttavia, le antiche tradizioni e le feste maggiori vengono ancora celebrate e sono seguite assiduamente, principalmente dai singalesi e dai tamil conservatori di tutta l'isola, insieme ad altre minoranze che compongono l'identità della nazione.
I tamil, soprattutto indù, mantengono la maggioranza nella parte settentrionale dell'isola, mentre i singalesi, che sono in prevalenza buddhisti, ne controllano il centro-sud.
Un aspetto molto importante che ha diversificato la storia dello Sri Lanka è il punto di vista nei confronti della condizione femminile e dei diritti delle donne; donne e uomini sono stati considerati uguali per migliaia di anni dai governanti del paese, a cominciare dal modo di vestire. Uomini e donne hanno avuto la stessa possibilità di comando, il che vale anche per l'epoca della storia contemporanea, tanto che la prima donna premier al mondo fu Sirimavo Bandaranaike.
Anche se l'abbigliamento attuale è molto occidentalizzato e condizionato da quella visione del mondo - tanto che è divenuto nel tempo la norma per tutti - antichi disegni e varie sculture, come quelle dell'arte di Sigiriya conservate al "Museo archeologico Isurumuniya", mostrano come gli abitanti pre-coloniali utilizzassero certi capi di abbigliamento, con una tipologia e fattura identica sia per gli uomini sia per le donne.
Permane ed è molto diffuso l'uso del sarong per gli uomini di tutte le condizioni sociali e con la stessa modalità l'uso del saree (come viene traslitterato localmente) da parte delle donne.

## Arti visive

### Architettura
L'architettura dello Sri Lanka mostra una ricca varietà di forme e stili; il propagarsi del buddhismo ha avuto una notevole influenza in ciò, fino a partire da quando è stato introdotto lungo tutta l'isola nel corso del III secolo a.C. Tuttavia le tecniche e gli stili sviluppatisi in Europa e in Asia hanno svolto anch'essi un ruolo importante nell'evoluzione architettonica.

### Arti e mestieri
Una gran varietà di forme artistiche dello Sri Lanka, assieme all'artigianato, prendono ispirazione dalla lunga e duratura cultura buddhista dell'isola la quale a sua volta ha assorbito e adottato innumerevoli tradizioni regionali e locali. Nella maggior parte dei casi l'arte dello Sri Lanka trova la sua origine dalle credenze religiose ed è rappresentata in molte forme, come la pittura, la scultura e l'architettura.
Uno degli aspetti più importanti della composizione artistica presenti nell'isola sono costituiti dai dipinti rinvenuti in grotte e all'interno dei templi (come gli affreschi trovati a Sigiriya), mentre un notevole gruppo di dipinti di marca religiosa si trovano nella città di Dambulla e al tempio del sacro dente (che conserverebbe una reliquia di Gautama Buddha) a Kandy.
Altre forme più popolari di arte sono state influenzate sia reciprocamente dai vari gruppi di nativi sia dai coloni stranieri; ad esempio l'artigianato tradizionale in legno, argilla e ceramica si può rinvenire attorno alle regioni collinari, mentre rimangono altrettanto notevoli i disegni realizzati sulle stoffe secondo una tradizione di derivazione portoghese e indonesiana denominata Batik.

## Arti dello spettacolo

### Danza
Lo Sri Lanka è sede di un gran varietà di stili di danza tra cui quella classica, folk e di teatro danzato.

## Musica
Le due più grandi influenze singole sulla musica dello Sri Lanka sono quelle provenienti dal buddhismo e dai colonizzatori portoghesi. Il buddhismo è giunto nell'isola dopo la visita dei primi monaci nel 300 a.C., mentre i portoghesi arrivarono nel XV secolo, portando con sé le ballate Cantiga, l'ukulele e le chitarre, insieme con gli schiavi africani, che diversificano ulteriormente le radici musicali di tutto il territorio.
Questi schiavi sono stati chiamati kaffir o Cafri e la loro musica da ballo è stato chiamata bayila. La musica tradizionale dello Sri Lanka comprende i tamburi Kandyan ipnotici - e le batterie presenti per molta parte della musica in entrambi i siti templari, buddisti e indù, in Sri Lanka. La maggior parte delle zone più occidentali dello Sri Lanka seguono la danza europea e la musica relativa.